# Чердынцевский сельсовет
Чердынцевский сельсовет — упразднённые административно-территориальная единица и муниципальное образование со статусом сельского поселения в составе Частоозерского района Курганской области.
Административный центр — село Чердынцево.

## История
В соответствии с Законом Курганской области от 6 июля 2004 года № 419 сельсовет наделён статусом сельского поселения.
Законом Курганской области от 20 сентября 2018 года N 106, в состав Бутыринского сельсовета были включены все два населённых пункта упразднённого Чердынцевского сельсовета.

## Население
| 1989 | 2002 | 2004 | 2010 | 2012 | 2013 | 2014 |
| ---- | ---- | ---- | ---- | ---- | ---- | ---- |
| 524  | ↘296 | ↘276 | ↘178 | ↘169 | ↘163 | ↘151 |
| 2015 | 2016 | 2017 | 2018 | 2019 |      |      |
| ↘150 | ↘146 | ↘138 | ↘133 | ↘130 |      |      |

## Состав сельского поселения
| № | Населённый пункт | Тип населённого пункта       | Население |
| - | ---------------- | ---------------------------- | --------- |
| 1 | Карасье          | деревня                      | ↘7        |
| 2 | Чердынцево       | село, административный центр | ↘171      |